# Lost Souls
A 2000-es Lost Souls a Doves debütáló nagylemeze. Az album felvételei több időszakban tartottak. Mérsékelt sikereket ért el az Egyesült Királyságban, ahol a 16. helyig jutott. A lemez mellé megjelent három kislemez mindegyike top 40-es lett. A kritikusok dicsérték, 2000-ben Mercury Prize-ra is jelölték. Szerepel az 1001 lemez, amit hallanod kell, mielőtt meghalsz című könyvben.

## Az album dalai
|     | Cím                         | Szerző(k)                                 | Hossz |
| --- | --------------------------- | ----------------------------------------- | ----- |
| 1.  | Firesuite                   | Jez Williams, Jimi Goodwin, Andy Williams | 4:36  |
| 2.  | Here It Comes               | Williams, Goodwin, Williams               | 4:50  |
| 3.  | Break Me Gently             | Williams, Goodwin, Williams               | 4:38  |
| 4.  | Sea Song                    | Williams, Goodwin, Williams               | 6:12  |
| 5.  | Rise                        | Williams, Goodwin, Williams               | 5:38  |
| 6.  | Lost Souls                  | Williams, Goodwin, Williams               | 6:09  |
| 7.  | Melody Calls                | Williams, Goodwin, Williams               | 3:27  |
| 8.  | Catch the Sun               | Williams, Goodwin, Williams               | 4:49  |
| 9.  | The Man Who Told Everything | Williams, Goodwin, Williams               | 5:47  |
| 10. | The Cedar Room              | Williams, Goodwin, Williams               | 7:38  |
| 11. | Reprise                     | Williams, Goodwin, Williams               | 1:45  |
| 12. | A House                     | Williams, Goodwin, Williams               | 3:40  |

## Közreműködők

### Doves
- Jez Williams – elektromos és akusztikus gitár, háttérvokál, programozás
- Jimi Goodwin – ének, basszusgitár, akusztikus gitár, sample-ök
- Andy Williams – dob, ének, szájharmonika, sample-ök

### További zenészek
- Martin Rebelski – zongora a Here It Comes-on
- Stuart Warburton – szájharmonika a Rise-on
- Richard Wheatley – zongora és Rhodes a Firesuite, Sea Song és Break Me Gently dalokon
- Kate Evans, Jane Coyle, Barbara Grunthal, Wendy Edison – vonósok a The Man Who Told Everything-en

### Produkció
- Doves – producer
- Steve Osborne – producer (Catch the Sun)
- Bruno Ellingham – Osborne asszisztense
- Rick Myers – művészeti vezető
- Richard Mulhearn – fényképek
- Mary Scanlon, Matthew Norman, Roger Sargent – képek a zenekarról

## Fordítás
Ez a szócikk részben vagy egészben a Lost Souls (Doves album) című angol Wikipédia-szócikk ezen változatának fordításán alapul.  Az eredeti cikk szerkesztőit annak laptörténete sorolja fel. Ez a jelzés csupán a megfogalmazás eredetét és a szerzői jogokat jelzi, nem szolgál a cikkben szereplő információk forrásmegjelöléseként.